# Приморье (хоккейный клуб)
Хокке́йный клуб «Приморье» — команда по хоккею с шайбой, существовавшая в городе Уссурийске Приморского края.

## История клуба
Хоккейный клуб «Приморье» был создан в 2009 году и в первом же сезоне (2009/2010) стал победителем зоны «Сибирь — Дальний Восток» Первой лиги Открытого чемпионата России и квалифицировался в высшую лигу. Клуб выиграл 42 матча из 54 в регулярном чемпионате с разницей 229 заброшенных на 90 пропущенных шайб и набрал 133 очка, обыграл в полуфинале красноярский «Сокол» (5:1, 0:2, 6:5, 6:1) и в финале бердский «Кристалл» (2:1(о), 4:3, 3:1). В следующем сезоне клуб также стал первым в зоне «Сибирь — Дальний Восток», а затем завоевал «серебро» проходившего в Бердске финального турнира Первенства России среди клубных команд Первой лиги. На первом этапе в своей зоне он выиграл 42 из 56 матчей у 7 соперников с разницей 275 заброшенных на 154 пропущенных шайб и набрал 126 очков, на втором этапе в зоне «В» стал первым среди 5 участников, выиграв 3 из 4 матчей с разницей 31 заброшенных на 10 пропущенных шайб и набрал 11 очков, затем в финале уступил победителю зоны «А» «Шахтёру» из Прокопьевска в одном матче: 3:6.
Несмотря на успехи, по окончании сезона по финансовым соображениям клуб был расформирован.